# Стефан Урдев
Стефан Димитров Урдев е български политик, деец на Вътрешната македоно-одринска революционна организация и Българския земеделски народен съюз.

## Биография
Стефан Урдев е роден в 1883 година в сярското село Дутлия, тогава в Османската империя. Работи като овчар и става член на ВМОРО и ятак на четата на Таската Серски. Влиза в революционния комитет в селото и е свръзка с нелегалната чета. След Междусъюзническата война в 1913 година, когато Сярско попада в Гърция, Урдев се установява в останалия в България Неврокоп. Участва в Първата световна война. След войната става член на БЗНС и е активист на организацията в Неврокоп. В 1922 година при Неврокопската акция на ВМРО, когато градът е зает от четите на враждуващата с БЗНС ВМРО, Урдев е сред тези, които оказват съпротива с оръжие. След Деветоюнския преврат в 1923 година е арестуван от дейци на ВМРО и заставен да положи клетва пред организацията. След като Урдев отказва на 20 юни 1923 година е убит в центъра на града. Физическите убийци са Дрингала и М. Атанасов.